# Royal Body Guards
Il Royal Body Guards è sotto il controllo diretto del re del Bhutan e ha il compito di difendere lui e altri membri della famiglia reale. È costituito da più di un migliaio di membri, e costituisce l'élite dell'esercito bhutanese.
I soldati sono ben equipaggiati con le novità in fatto di armamenti e per la lotta anti-terrorismo. Hanno dato buona prova di sé stessi durante la guerriglia contro i gruppi estremisti indiani che erano fuggiti in Bhutan.